# Euratlas
 (novembre 2024).
Euratlas est une société de logiciels basée en Suisse et qui se consacre à l'élaboration de cartes historiques numériques de l'Europe. Fondée en 2001, Euratlas a créé une collection de cartes historiques de l'Europe allant de l'an 1 à l'an 2000 après J.-C.. Les cartes font figurer les États souverains et leurs subdivisions administratives, mais aussi les peuples non organisés et les territoires dépendants. Les cartes montrent les frontières des pays européens à intervalles réguliers et fixes de 100 ans, mais pas entre ces dates, ce qui exclut de nombreux événements importants de l’histoire.
Euratlas est considérée comme une société de sciences humaines numériques et un logiciel de recherche universitaire utilisé dans le domaine de la cartographie historique. Il est largement connu parmi les universités américaines et européennes, qui l'utilisent largement,.

## Politique de mappage séquentiel
Ce concept a été conçu pour la première fois par l’érudit allemand Christian Kruse (1753–1827). Kruse, bien conscient que les récits historiques sont souvent biaisés pour des raisons géographiques, philosophiques ou politiques, a créé un ensemble de cartes séquentielles afin de donner une vision globale des situations politiques successives. De nos jours, la majorité des atlas n'utilisent pas cette approche, mais sont basés sur des événements majeurs. L’approche séquentielle vise à rendre la séquence de cartes plus neutre et adaptée aux étudiants, aux historiens et aux professionnels de plusieurs domaines. Cependant, cette approche a aussi été critiquée, car elle laisse de côté de nombreux événements historiques importants, qui ne sont reflétés sur aucune des cartes en raison de l'intervalle des siècles.

## Données historiques géo-référencées
Initialement élaborées sous forme de cartes vectorielles, les cartes de l'Europe ont été converties en 2006 en une base de données de système d'information géographique (SIG), permettant des capacités de données géoréférencées. Les informations cartographiques sont réparties en plusieurs couches : couche physique (couche d'informations géographiques) ; couche d'informations politiques (entités supranationales, États souverains, divisions administratives, États dépendants et peuples autonomes) ; et couches spéciales pour les villes et les frontières incertaines. La base de données du logiciel contient également de nombreuses informations non géographiques sur les relations politiques entre les différents types de territoires.

## Projection cartographique
Les cartes historiques d'Euratlas utilisent une projection de Mercator centrée sur l'Europe. Les cartes incluent la côte nord-africaine et le Proche-Orient, offrant une vue complète du bassin méditerranéen. Les plaines de la Russie européenne sont représentées, mais pas la Scandinavie ; tout particulièrement la Finlande, qui est repoussée en dehors du cadre de la carte.